# Allocosa maroccana
Allocosa maroccana là một loài nhện trong họ wolfspinnen (Lycosidae).
Loài này thuộc chi Allocosa. Allocosa maroccana được Carl Friedrich Roewer miêu tả năm 1959.